# 네덜란드의 왕위 계승자 목록
이 문서는 네덜란드 왕위 계승 1순위였던 사람들을 정리한 문서이다. 국왕의 아들이 왕세자가 될 경우, 오라녜 공이란 칭호를 받는다. 딸의 경우는 받지 못하였으나, 최근 이루어진 헌법 개정으로 인하여 가장 먼저 태어나는 자녀라면, 성별에 상관없이 오라녜 공이란 칭호를 수여받는다.
| 네덜란드 왕위 후계자         | 네덜란드 왕위 후계자 | 네덜란드 왕위 후계자 | 네덜란드 왕위 후계자 | 네덜란드 왕위 후계자   | 네덜란드 왕위 후계자 | 네덜란드 왕위 후계자            | 네덜란드 왕위 후계자                      | 네덜란드 왕위 후계자 |
| 1순위 후계자                 | 법적 호칭            | 군주와의 관계        | 1순위 즉위           | 1순위 즉위             | 1순위 퇴위           | 1순위 퇴위                      | 2순위 후계자                              | 군주                 |
| 1순위 후계자                 | 법적 호칭            | 군주와의 관계        | 날짜                 | 이유                   | 날짜                 | 이유                            | 2순위 후계자                              | 군주                 |
| ---------------------------- | -------------------- | -------------------- | -------------------- | ---------------------- | -------------------- | ------------------------------- | ----------------------------------------- | -------------------- |
| 오라녜 공 빌렘               | 왕세자               | 장남                 | 1815년 3월 16일      | 아버지가 국왕으로 즉위 | 1840년 10월 7일      | 아버지의 양위로 즉위            | 프리디릭 왕자, 1815–1817, 형제            | 빌렘 1세             |
| 오라녜 공 빌렘               | 왕세자               | 장남                 | 1815년 3월 16일      | 아버지가 국왕으로 즉위 | 1840년 10월 7일      | 아버지의 양위로 즉위            | 빌렘 왕자, 1817–1840, 아들                | 빌렘 1세             |
| 오라녜 공 빌렘               | 왕세자               | 장남                 | 1840년 10월 7일      | 아버지가 국왕으로 즉위 | 1849년 3월 17일      | 아버지가 사망하여 즉위          | 오라녜 공 빌렘, 1840–1849, 아들           | 빌렘 2세             |
| 오라녜 공 빌렘               | 왕세자               | 장남                 | 1849년 3월 17일      | 아버지가 국왕으로 즉위 | 1879년 6월 11일      | 사망                            | 모우히츠 왕자, 1849–1850, 동생            | 빌렘 3세             |
| 오라녜 공 빌렘               | 왕세자               | 장남                 | 1849년 3월 17일      | 아버지가 국왕으로 즉위 | 1879년 6월 11일      | 사망                            | 오라녜 공 알렉산더르, 1850–1879, 동생     | 빌렘 3세             |
| 오라녜 공 알렉산더르         | 왕세자               | 삼남                 | 1879년 6월 11일      | 형의 사망              | 1884년 6월 21일      | 사망                            | 프리디릭 왕자, 1879–1881, 증조부          | 빌렘 3세             |
| 오라녜 공 알렉산더르         | 왕세자               | 삼남                 | 1879년 6월 11일      | 형의 사망              | 1884년 6월 21일      | 사망                            | 빌헬미나 공주, 1881–1884, 여동생          | 빌렘 3세             |
| 빌헬미나 공주                | 추정상속인           | 장녀                 | 1884년 6월 21일      | 오빠의 사망            | 1890년 11월 23일     | 아버지가 사망하여 여왕으로 즉위 | 소피 공주, 1884–1890, 고모                | 빌렘 3세             |
| 조피 공주                    | 추정상속인           | 고모                 | 1890년 11월 23일     | 빌헬미나 공주의 즉위   | 1897년               | 사망                            | 카를 아우구스트 대공세자, 1890–1894, 아들 | 빌헬미나             |
| 조피 공주                    | 추정상속인           | 고모                 | 1890년 11월 23일     | 빌헬미나 공주의 즉위   | 1897년               | 사망                            | 빌헬름 에른스트 대공, 1894–1897, 손자     | 빌헬미나             |
| 빌헬름 에른스트 대공         | 추정상속인           | 조카                 | 1897년               | 할머니(소피)의 사망    | 1909년 4월 30일      | 여왕이 딸을 낳음                | 베른하르트, 1897–1900, 동생               | 빌헬미나             |
| 빌헬름 에른스트 대공         | 추정상속인           | 조카                 | 1897년               | 할머니(소피)의 사망    | 1909년 4월 30일      | 여왕이 딸을 낳음                | 마리아, 1900–1909, 이모                   | 빌헬미나             |
| 율리아나 공주                | 추정상속인           | 장녀                 | 1909년 4월 30일      | 태어남                 | 1948년 9월 4일       | 어머니의 양위로 즉위            | 빌헬름 에른스트 대공, 1909–1922           | 빌헬미나             |
| 율리아나 공주                | 추정상속인           | 장녀                 | 1909년 4월 30일      | 태어남                 | 1948년 9월 4일       | 어머니의 양위로 즉위            | 베아트릭스 공주, 1938–1948, 딸            | 빌헬미나             |
| 베아트릭스 공주              | 추정상속인           | 장녀                 | 1948년 9월 4일       | 어머니가 여왕으로 즉위 | 1980년 4월 30일      | 어머니의 양위로 즉위            | 이레네 공주, 1948–1964, 여동생            | 율리아나             |
| 베아트릭스 공주              | 추정상속인           | 장녀                 | 1948년 9월 4일       | 어머니가 여왕으로 즉위 | 1980년 4월 30일      | 어머니의 양위로 즉위            | 마르흐릿 공주, 1964–1967, 여동생          | 율리아나             |
| 베아트릭스 공주              | 추정상속인           | 장녀                 | 1948년 9월 4일       | 어머니가 여왕으로 즉위 | 1980년 4월 30일      | 어머니의 양위로 즉위            | 오라녜 공 빌럼알렉산더르, 1967–1980, 아들 | 율리아나             |
| 오라녜 공 빌럼알렉산더르     | 왕세자               | 장남                 | 1980년 4월 30일      | 어머니가 여왕으로 즉위 | 2013년 4월 30일      | 어머니의 양위로 즉위            | 프리소 왕자, 1980–2003, 동생              | 베아트릭스           |
| 오라녜 공 빌럼알렉산더르     | 왕세자               | 장남                 | 1980년 4월 30일      | 어머니가 여왕으로 즉위 | 2013년 4월 30일      | 어머니의 양위로 즉위            | 카타리나아말리아 공주, 2003–2013, 딸      | 베아트릭스           |
| 오라녜 여공 카타리나아말리아 | 왕세녀               | 장녀                 | 2013년 4월 30일      | 아버지가 국왕으로 즉위 | 재임                 | 재임                            | 알렉시아 공주, 2013–, 동생                | 빌럼알렉산더르       |

## 같이 보기
- 오라녜 공
- 네덜란드의 왕위 계승 순위